# Trypanaresta ameghinoi
Trypanaresta ameghinoi är en tvåvingeart som först beskrevs av Juan Brèthes 1908.  Trypanaresta ameghinoi ingår i släktet Trypanaresta och familjen borrflugor. Inga underarter finns listade i Catalogue of Life.